# Greg Vaughn
Gregory Lamont Vaughn (Sacramento, California, 3 de julio de 1965), más conocido como Greg Vaughn, es un exjugador profesional estadounidense de béisbol que se desempeñó en la posición de jardinero izquierdo en las Grandes Ligas de Béisbol (MLB). Logró obtener un Bate de Plata.

## Carrera
Vaughn jugó como profesional ocho temporadas en Milwaukee Brewers (1989-1996), después pasó a San Diego Padres (1996-1998), luego a Cincinnati Reds (1999), posteriormente a Tampa Bay Devil Rays (2000-2002), y finalmente, a Colorado Rockies, donde jugó una temporada (2003), y fue el equipo en el que se retiró.

## Premios
Fue galardonado con el Bate de Plata en una oportunidad (1998).